# Хастингс, Адам
Адам Хастингс (англ. Adam Hastings, родился 5 октября 1996 года в Эдинбурге) — шотландский регбист, выступающий на позициях флай-хава и фулбэка за клуб «Глазго Уорриорз» из Про14 и за сборную Шотландии.

## Биография

### Семья
Родом из регбийной семьи: его отец Гэвин и дядя Скотт также были регбистами и выступали за Шотландию на международном уровне.

### Ранние годы
Адам занимался лёгкой атлетикой (метанием копья) и представлял школьную сборную Шотландии на соревнованиях в возрасте 17 года. Учился в колледже Джорджа Уотсона в Эдинбурге и школе Миллфилд в английском Сомерсете; будучи учеником этих школ, занимался также регби. Дважды в составе команды колледжа Уотсона выигрывал кубок Шотландии среди школьников.
В сезоне 2017/2018 Хастингс был заявлен за клуб «Карри» в чемпионате Шотландии, в сезоне 2018/2019 — за «Стерлинг Каунти».

### Профессиональная карьера
Профессиональный дебют Хастингса в регби состоялся в 2014 году, когда он поступил в академию английского «Бата», а позже он дебютировал в основном составе команды. В сезоне 2016/2017 он сыграл 7 матчей в чемпионате Англии за «Бат».
В апреле 2017 года было объявлено о переходе Хастингса в «Глазго Уорриорз» накануне сезона 2017/2018 и заключении двухлетнего контракта до мая 2019 года. Дебютный матч состоялся 3 сентября 2017 года в Про14 против «Коннахта», в котором Хастингс помог занести Али Прайсу попытку, однако в начале второго тайма был увезён на носилках в связи с повреждением правого бедра.
В декабре 2020 года был согласован его переход в английский «Глостер» перед сезоном английской Премьер-Лиги 2021/2022.

### Карьера в сборной
Хастингс играл за сборные Шотландии до 16, до 18, до 19 и до 20 лет. В 2018 году он был вызван в расположение сборной Шотландии накануне матча против Италии. Его дебют состоялся 9 июня 2018 года в матче против Канады, в котором шотландцы одержали победу со счётом 48:10 (он вышел на замену), а через неделю Адам вышел в стартовом составе на матч против США (поражение 29:30).
9 октября 2019 года в игре чемпионата мира в Японии против России Хастингс занёс две попытки и пробил восемь реализаций, набрав итого 26 очков за матч. Накануне Кубка шести наций 2020 года он попал в заявку сборной, сыграв четыре матча в стартовом составе и попав в стартовый состав накануне матча против Уэльса, прежде чем турнир был приостановлен из-за пандемии COVID-19.
28 февраля 2021 года в игре против «Ленстера» Хастингс на 37-й минуте нанёс непредумышленный удар ногой в голову Киана Келлехера, за что был удалён с поля, а его команда проиграла 21:40 (сам Хастингс успел отметиться реализацией). В итоге Хастингса дисквалифицировали на три игры: матч Кубка шести наций против Италии и две игры клуба в Про14.